# Camp de Curragh
Pour les articles homonymes, voir Curragh.
Le camp de Curragh (irlandais : Campa an Churraigh, anglais : Curragh Camp) est une base et une école militaire irlandaise située sur la plaine de Curragh dans le comté de Kildare et fondée en 1855. 

## Période britannique
Le camp est d'abord utilisé par l'armée britannique. Il est le lieu de l'incident de Curragh en 1914, où des officiers britanniques menacent de démissionner plutôt que de prendre les armes contre les loyalistes d'Ulster opposés au Home Rule.

## Conflit nord-irlandais
Centre de formation de l'armée irlandaise, il a servi de camp d'internement pour les républicains (en particulier des membres de l'Irish Republican Army et de l'IRA provisoire) pendant la guerre civile irlandaise et le conflit nord-irlandais.